# Bundesratswahl 1998
Die Bundesratswahl 1998 fand am 11. März 1998 in der Schweiz statt.
Bundesrat Jean-Pascal Delamuraz (FDP) hatte am 14. Januar 1998 aus gesundheitlichen Gründen seinen Rücktritt eingereicht. Deshalb musste die Vereinigte Bundesversammlung einen Ersatz wählen. Die Zauberformel und damit der Anspruch der FDP auf diesen Sitz waren unbestritten. Auch bestand weitgehende Einigkeit, dass ein Romand gewählt werden soll.
Nationalrat Pascal Couchepin galt schon bei der Bekanntgabe des Rücktritts Delamuraz’ als klarer Favorit für die Nachfolge. Die FDP-Fraktion stellte eine Zweierkandidatur mit Nationalrat Pascal Couchepin (Wallis) und Nationalrätin Christiane Langenberger (Waadt) auf. In den Medien wurde kritisiert, dass Langenberger nur eine Alibi-Kandidatur ohne Chancen sei. Zusätzlich kandidierten Nationalrat Claude Frey (Neuenburg) und Alt-Nationalrat und Alt-Ständerat Gilles Petitpierre, Genf, beide auch Mitglied der FDP.

## Resultate
|                         | 1. Wahlgang | 2. Wahlgang | 3. Wahlgang | 4. Wahlgang | 5. Wahlgang |
| ----------------------- | ----------- | ----------- | ----------- | ----------- | ----------- |
| ausgeteilte Wahlzettel  | 245         | 245         | 246         | 246         | 246         |
| eingegangene Wahlzettel | 244         | 245         | 246         | 246         | 246         |
| leer/ungültig           | 1/0         | 0/0         | 0/0         | 0/0         | 7/1         |
| gültig total            | 244         | 245         | 246         | 246         | 238         |
| absolutes Mehr          | 122         | 123         | 124         | 124         | 120         |
| Pascal Couchepin        | 66          | 80          | 87          | 115         | 146         |
| Christiane Langenberger | 66          | 67          | 60          | 80          | 92          |
| Claude Frey             | 61          | 53          | 50          | 51          | –           |
| Gilles Petitpierre      | 40          | 43          | 49          | –           | –           |
| verschiedene            | 10          | 2           | –           | –           | –           |

Pascal Couchepin wurde im 5. Wahlgang mit 54 Stimmen Vorsprung gewählt. Frauenverbände protestierten dagegen, dass der Bundesrat weiterhin aus sechs Männern und nur einer Frau bestand. Die Amtsübergabe fand am 30. März 1998 statt.